# 尊朝法親王
尊朝法親王（1552年9月8日—1597年3月30日），是日本戰國時代的法親王，生父是伏見宮邦輔親王，伏見宮貞康親王的異母兄弟；伏見宮邦房親王的同母兄弟。他也是天台宗的天台座主。

## 經歷
- 弘治元年（1555年）　繼承青蓮院門跡。
- 永祿六年（1563年） 得度，法號尊朝。
- 慶長二年（1597年）　去世

## 事績
- 尊朝法親王的書法十分好，在青蓮院流開創出尊朝流。
- 與越後國戰國大名上杉景勝十分要好。天正十五年（1587年）同國的新發田重家動亂時受景勝邀請向新發田重家派遣使者勸告以和睦為重。

## 相關項目
- 尊朝流